# Ditiki Achaja
Ditiki Achaja (gr. Δήμος Δυτικής Αχαΐας, Dimos Ditikis Achaias) – gmina w Grecji, w administracji zdecentralizowanej Peloponez, Grecja Zachodnia i Wyspy Jońskie, w regionie Grecja Zachodnia, w jednostce regionalnej Achaja. Siedzibą gminy jest Kato Achaja. W 2011 roku liczyła 25 916 mieszkańców. Powstała 1 stycznia 2011 roku w wyniku połączenia dotychczasowych gmin: Olenia, Mowri, Dimi i Larisos.